# Tactique militaire
Pour un article plus général, voir Tactique.

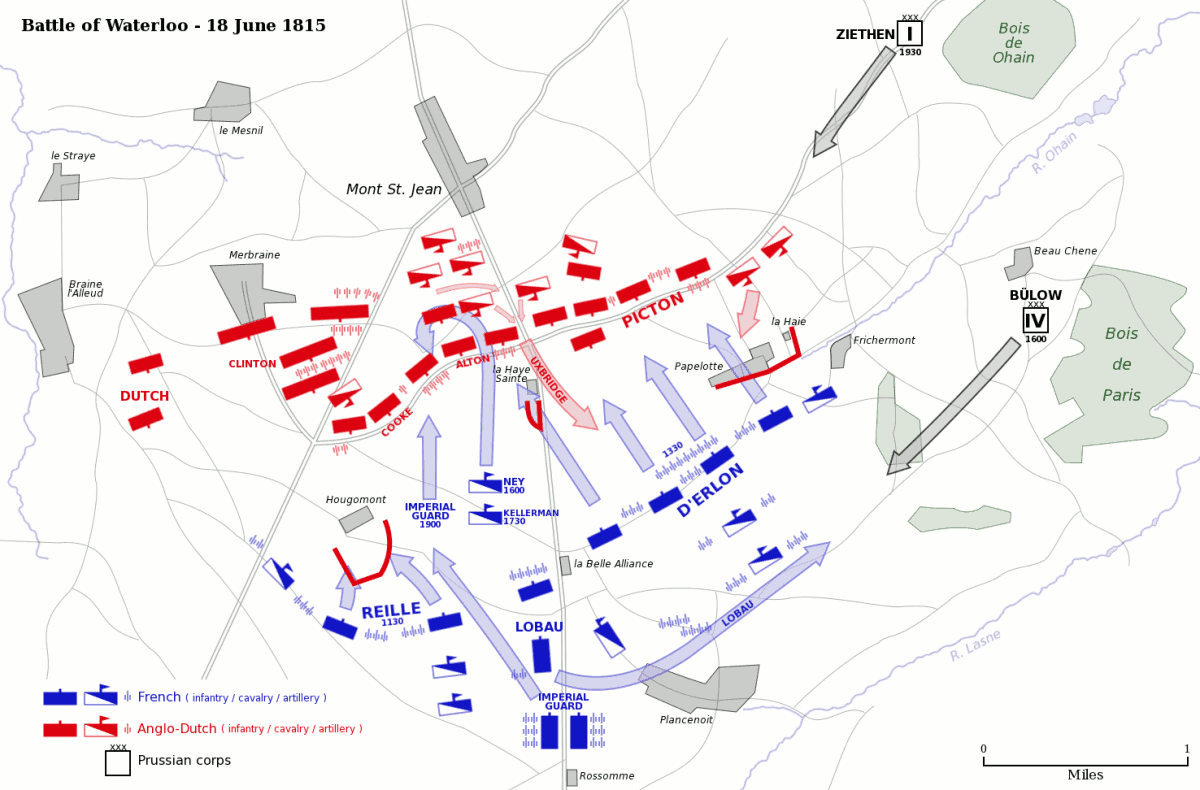
Waterloo, 1815. Disposition des troupes et mouvements.

La tactique militaire est l'art de conduire une bataille, en disposant les différentes armes (infanterie, arme blindée cavalerie, artillerie, génie ; puis aviation tactique, etc.) sur le terrain et en combinant leur action en vue d'obtenir le maximum d'effet sur l'ennemi.

## Étymologie
Le terme de tactique est issu du grec "Taktikos" ("qui concerne l'arrangement, spécialement l'organisation ou l'alignement d'une troupe").
La tactique désignait aussi la science de construire les machines des anciens, « qui lançaient les flèches, les dards, les pierres et les globes à feu » par la force des arcs bandés, bascules et contrepoids. Héron de Byzance et Végèce ont écrit à propos de ces machines et elles ont été décrites et dessinées par Juste Lipse.

## Définition

### Citations
« [La tactique est] l'art, sur le champ de bataille, de concentrer ses forces en un point décisif. »

— Comte de Guibert, Essai général de tactique (1770)

« La stratégie est l'art des plans de campagne et la tactique, l'art des batailles. »

— Napoléon, Le Mémorial de Sainte-Hélène (1815-1821)

« La tactique est la théorie de l’emploi des forces dans l'engagement. »

— Carl von Clausewitz, De la guerre (1816-1830)

### Branches de la tactique militaire
La tactique militaire est l'art de conduire une bataille. On en distingue plusieurs niveaux :
- la tactique générale[4], tactique d'ensemble[5] ou tactique des trois armes[5] s'appliquant à l'ensemble des forces militaires présentes sur le champ de bataille, organisées en ordre de bataille. Elle consiste à la coordination synergique de l'action des différentes armes lors de la bataille. C'est donc la tâche des commandants d'unités interarmes, soit des commandants de divisions, de corps d'armée, d'armées et de groupes d'armées.
- la tactique élémentaire[5], tactique de détail[5], tactique d'armes[4] ou encore subtactique, s'appliquant à chaque petite unité sur le champ de bataille (bataillon, régiment, brigade, escadron, batterie...). Elle concerne notamment les formations tactiques de ses unités, lors du combat ou des manœuvres.

Ces dimensions de la tactique furent théorisées par Jomini ou Grouard. Aussi, on retrouve le concept de grande tactique, aujourd'hui oublié et qui ne fait plus partie de la tactique mais de l'art opératif.

## Tactiques anciennes

### Manœuvres et attaques

#### Attaque frontale
On parle d'attaque frontale lorsque des forces militaires attaquent d'autres forces militaires de front, sur le centre de leur dispositif tactique. Ce genre d'attaques est souvent meurtrier et risqué mais peu difficile à mettre en œuvre.
La charge est une manœuvre consistant en une attaque frontale et massive effectuée à l'aide d'infanterie (de ligne armée de baïonnettes lors des guerres d'armes à feu) ou de cavalerie - souvent lourde - et qui donne lieu à une mêlée. Elle est utilisée tout au long de l'histoire.
La charge des hussards ailés polonais en 1683 à la bataille de Vienne est mémorable. Celle des 12 000 hommes du maréchal Murat à Eylau en 1807 est considérée comme la plus grande de cavalerie de l'histoire. En 1863, lors de la bataille de Gettysburg, la charge de Pickett voit 13 000 fantassins se lancer à l'assaut des positions nordistes. La charge constitue également la manœuvre offensive la plus utilisée de la Première Guerre mondiale.

#### Enveloppement
Ces tactiques d'enveloppement, se déroulant davantage sur les ailes qu'au centre, s'opposent à l'attaque frontale. Elles nécessitent une manœuvrabilité importante que permet la cavalerie légère notamment. De même, l'infanterie, composante majoritaire d'une armée, ou l'artillerie peuvent jouer un rôle important dans le cas de tir en enfilade par exemple.

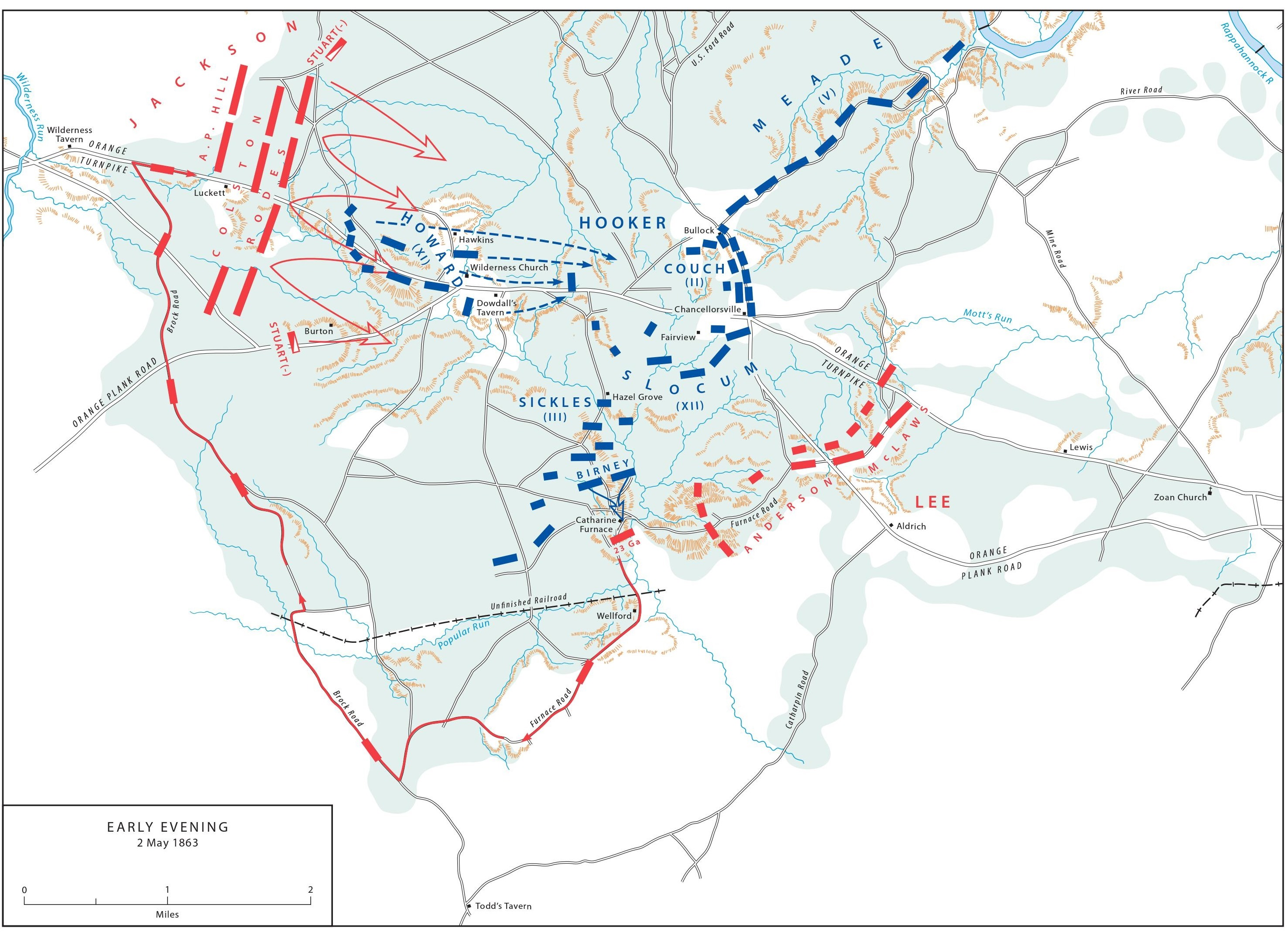
Manœuvre de flanquement à la bataille de Chancellorsville.

La manœuvre de flanquement est une attaque menée sur un ou plusieurs flancs d'une force adverse. Dans le cas d'une attaque menée sur les deux flancs, on parle de mouvement en tenaille ou de double-enveloppement. Si cette manœuvre risquée aboutit, la force adverse peut se retrouver cernée selon deux directions voire encerclée, ce qui réduit considérablement sa manœuvrabilité et son aptitude à se défendre ou à retraiter. De fait, l'encerclement correspond une manœuvre consistant à encercler, à entourer une armée. Il s'agit d'un risque majeur pour une armée. Mais cette tactique est difficile à appliquer et nécessite la plupart du temps une supériorité numérique.

La bataille de Marathon (-490), comme celle du Yarmouk (636) donne lieu à un double-enveloppement. La tactique zoulou de la "corne de buffle" correspond également à cette manœuvre. La bataille d'Austerlitz (1805) voit se produire une attaque de flanc qui tourne au désastre ce qui montre parfaitement le risque que constitue cette manœuvre. Lors de la seconde bataille de Bull Run, les nordistes subissent le flanquement des hommes de Longstreet. À la bataille de Chancellorsville (1863), le général Lee décide de séparer en deux son armée, en nette infériorité numérique, et mène avec succès, une attaque de flanc. Pour ce qui est de l'encerclement, cela ne correspond pas à une période historique particulière mais si elle fut davantage couronnée de succès durant l'Antiquité. Alexandre le Grand utilise la tactique dite "du marteau et de l'enclume" aux batailles de Granique (-334) et d'Issos (-333) qui n'est autre qu'un encerclement par les ailes. Hannibal Barca encercla son adversaire à la bataille du Tessin, à celle de la Trébie mais c'est la bataille de Cannes (-216) qui fournit l'exemple le plus célèbre d'encerclement. Hannibal est lui-même encerclé à la bataille de Zama. Beaucoup plus tard, l'armée française se retrouve encerclée par les prussiens à Sedan (1870).

Ordre oblique à la bataille de Leuctres.

On retrouve également la tactique de l'ordre oblique. L'armée est alors disposée de façon à engager le combat par l'une de ses ailes, en refusant l'autre aile à l'ennemi. L'aile renforcée lance l'attaque, bientôt soutenue par le centre, et cherche l'enveloppement de l'ennemi.
Cette audacieuse tactique fut utilisée pour la première fois durant l'Antiquité par le général thébain Épaminondas lors de la bataille de Leuctres (-371). Elle est ensuite employée par Frédéric le Grand durant les guerres de succession d'Autriche et de Sept Ans, avec succès aux batailles de Rossbach et de Leuthen et, avec moins de succès aux batailles de Hohenfriedberg, Zorndorf, Hochkirch, Kunersdorf, Torgau.

#### Harcèlement
Le tiraillement est une tactique qui a prouvé son efficacité lors des guerres révolutionnaires et napoléoniennes. Elle consiste en l'utilisation de tirailleurs. Ce sont des troupes d’infanterie légère envoyées en avant du front en ordre dispersé (≠ordre serré) pour tirer fréquemment sur l’ennemi sans ordre et l’harceler, infligeant souvent plus de pertes aux adversaires. Durant l'Antiquité, il existait des formes anciennes de tiraillement, notamment à travers les vélites.
La tactique de la caracole implique une disposition des cavaliers sur plusieurs rangs. Le premier rang, arrivé à portée de tir, fait feu sur l’ennemi, puis se replie derrière en dernier rang pour recharger. Les rangs suivants font de même.
Le cercle cantabrique consiste à former un cercle rotatif autour de l'ennemi tout en l'harcelant en lançant des traits (javelots, flèches) sur lui.
Par ailleurs, la tactique du tire et détale ou du hit-and-run cherche à réaliser de courtes attaques surprises, puis à se retirer avant que l'ennemi ne puisse lancer de contre-attaques.

#### Percée
Cette tactique consiste à concentrer ses attaques, charges et bombardements à un endroit pour le faire faiblir et craquer pour in fine créer une ouverture dans le dispositif ennemi. Pour y faire face, il est important de disposer d'une réserve de bataille, capable d'intervenir rapidement pour combler la brèche. La réserve sert également, du côté des assaillants à exploiter la brèche créée, pour par exemple pénétrer (en) dans le dispositif adverse et lancer une manœuvre sur les arrières.
Pour réussir cette tactique, il peut être intéressant de concentrer beaucoup de troupes sur son centre comme cela a pu être fait par Pélopidas à la bataille de Tégyres. De cette façon, le dispositif peut être pénétré comme à la bataille de Chéronée.

#### Déception
Le terme de déception, de ruse de guerre ou encore de Maskirovka se réfèrent à l'art de la désinformation militaire.
Les embuscades et les diversions constituent des sortes de pièges pouvant être utilisés à des fins tactiques. Ces tactiques, certes anciennes, peuvent être utilisés aujourd'hui encore. Lors d'une embuscade, des embusqués se dissimulent pour attaquer les forces ennemies par surprise lorsqu'il passe devant leur position. La diversion constitue quant à elle une tactique et une stratégie de manipulation de l'adversaire destinée à détourner son attention et éventuellement ses troupes du point que l'on veut l'attaquer pour le prendre par surprise.
« Progresser séparément, frapper en groupe ». Telles furent les paroles de Moltke l'Ancien (1800-1891), qui prônaient une dispersion des forces lors d'une attaque avant une concentration. De cette façon, les attaques étaient moins prévisibles, par conséquent, les adversaires ont peu de temps pour réagir et renforcer les troupes attaquées. Cette tactique de dissimulation, pouvant être utilisée à une échelle opérative voire stratégique, peut être employée dans le cadre d'une manœuvre de flanquement ou d'une percée par exemple. Elle fut notamment utilisée par Napoléon durant la campagne d'Italie (1796-1797) ou par Moltke durant la guerre austro-prussienne (1866), en particulier à la bataille de Sadowa.
Aussi, dans certains cas, des groupes armés peuvent se retrouver dissimulés par le terrain (forêt, colline) ou un autre groupe armé, notamment de la cavalerie. Ce fut le cas à la bataille de Koulikovo, à la bataille de Gaugamèles ou à celle de Pharsale.
La retraite feinte constitue également une tactique de manipulation. Elle fut utilisée de nombreuses fois comme par Guillaume le Conquérant à la bataille d'Hastings, Gengis Khan lors du siège de Samarcande ou bien plus tard par Napoléon lors de la bataille d'Austerlitz.

#### Contre-attaque
On parle de contre-attaque lorsque des forces militaires, défendant un assaut de leurs adversaires, lancent à leur tour un assaut. En cause, pendant leur assaut, les attaquants peuvent être devenus vulnérables en se plaçant eux-mêmes dans une position défavorable qui peut être liée à l'épuisement, la désorganisation, l'isolement, la rupture des lignes de communication ou encore la suffisance.
Par exemple, le colonel Joshua Chamberlain commandant un régiment nordiste à Little Round Top, ordonne avec succès une contre-attaque considérée comme un des points culminants de la bataille de Gettysburg (1863).

### Formations tactiques

#### Infanterie
| Image | Nom                                                   | Période                                                                  | Mobilité                                                                       | Puissance de feu/de frappe                                                      | Notes |
| ----- | ----------------------------------------------------- | ------------------------------------------------------------------------ | ------------------------------------------------------------------------------ | ------------------------------------------------------------------------------- | --- |
|       | Phalange (phálanx) / Schiltron / Carré de piques (en) | IIIe millénaire-IIe siècle av. J.-C. / Moyen-âge tardif / Époque moderne | Limitée                                                                        | Élevée                                                                          | Dense ligne de fantassins lourdement armés.                                                                           |
|       | Manipule (manipulus)                                  | IVe – IIe siècle av. J.-C.                                               | Élevée                                                                         | Modérée                                                                         | Composée de 60 Hastati, 60 Priarii et 40 Velites                                                                      |
|       | Tortue (testudo) / Mur de boucliers                   | Antiquité, Moyen-âge                                                     | Limitée                                                                        | Faible                                                                          | Mur de bouclier protégeant des projectiles                                                                            |
|       | Coin / Pointe / Éperon (cuneus)                       | depuis l'Antiquité                                                       | Plutôt élevée                                                                  | Élevée                                                                          | Applicable à l'infanterie comme à la cavalerie, ces formations sont utiles lors de charges et favorisent les percées. |
|       | Tercio / Pique et tir (en) / Lansquenets / Terço (en) | XVe – XVIIIe siècle                                                      | Limitée                                                                        | Élevée                                                                          | Combine piquiers et fantassins à armes à feu                                                                          |
|       | Ligne                                                 | XVIIe – XXe siècle                                                       | Limitée                                                                        | Maximisée                                                                       | Formation de combat basique                                                                                           |
|       | Colonne d'attaque                                     | fin XVIIIe siècle - aujourd'hui                                          | Élevée (à distinguer de la "colonne de marche" utilisée en dehors des combats) | Faible                                                                          | Favorise la force de choc lors de charges ; vulnérable à l'artillerie                                                 |
|       | Carré d'infanterie                                    | Antiquité - début XXe siècle                                             | Impossible                                                                     | Faible                                                                          | Permet de se défendre contre de la cavalerie en évitant le flanquement                                                |
|       | Ordre dispersé /Ligne de tiraillement (Skirmish Line) | XIXe siècle - guerres modernes                                           | Élevée                                                                         | Composée de tirailleurs qui harcèlent l'ennemi en ordre dispersé (≠ordre serré) | Composée de tirailleurs qui harcèlent l'ennemi en ordre dispersé (≠ordre serré)                                       |

##### Ordres de bataille
| Nom                          | Période                     | Composition                         | Avantages                                                                               | Inconvénients                                                                                                  |
| ---------------------------- | --------------------------- | ----------------------------------- | --------------------------------------------------------------------------------------- | --- |
| Triple ligne (triplex acies) | IIIe – IIe siècle av. J.-C. | Trois séries de lignes de manipules | - Flexibilité - Vitesse - Rotation des hommes                                           | Moins de puissance de frappe que la phalange.                                                                  |

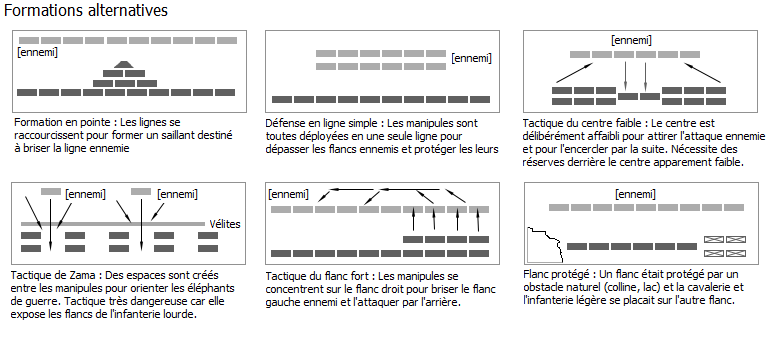
Ordres de bataille possibles dans la Rome antique.

| Ordre mince                  | XVIIe – XIXe siècle         | Deux séries de lignes               | - Grande amplitude de feu - Pratique pour une attaque de flanc.                         | Vulnérable à une ouverture de brèche ou une attaque de flanc                                                   |
| Ordre profond                | XVIIIe – XIXe siècle        | Colonnes d'attaque                  | - Pratique pour mener des attaques et ouvrir des brèches - Rapide dans les déplacements | Longueur du terrain occupé faible et donc amplitude feu faible et risque d'attaque de flanc ou d'encerclement. |
| Ordre mixte                  | XVIIIe – XIXe siècle        | Lignes et colonnes                  | Combine les avantages des ordres minces et profonds                                     | Combine les avantages des ordres minces et profonds                                                            |

## Tactiques modernes

### Défense élastique
Utilisée dans la phase statique de la Première Guerre mondiale, elle est formalisée par l'armée allemande avant d'être à son tour reprise par les alliés et l'armée française en particulier avec l'arrivée au pouvoir de Clemenceau. Elle vise à répondre aux offensives massives sur de larges proportions du front. Elle relève du principe d'économie et de concentration des forces.
La défense élastique, c'est d'abord l'aménagement du terrain, en première ligne, mais aussi à l'arrière. Dans un contexte de guerre de tranchées, des bastions, redoutes, positions fortifiées, équipés de mitrailleuses sont installés. À l'arrière, les moyens sont mis en œuvre pour organiser le casernement des réserves et leur déplacement rapide sur les différents secteurs du front.
Lorsque l'offensive se produit, plutôt que de casser l'attaque, les troupes de ligne reculent en bon ordre sur des positions préparées à l'avance, tout en ralentissant l'ennemi. Les places fortes, quant à elles, tiennent. Leur rôle est de :
1. ralentir la progression pour donner à l'État-major le temps de diriger les réserves sur le secteur du front attaqué ;
2. segmenter en plusieurs pointes et canaliser l'attaque ennemie vers les points où le défenseur qui a concentré ses troupes va commencer la contre-attaque.

Lorsque les pointes de l'ennemi sont là où on veut les voir, et lorsque les troupes pour la contre-attaque sont rassemblées, le défenseur prononce la contre-offensive pointe après pointe avec le maximum de ses réserves afin d'obtenir un rapport de force favorable sur le point de la contre-attaque pendant que le reste des unités ennemies s'embourbe.
Cette tactique, qui revient donc à une retraite feinte, va être la première utilisation efficace de la mitrailleuse lourde. Elle va mettre en lumière le rôle des sapeurs (Génie militaire) et des sapeurs télégraphistes (les futures Transmissions). Elle atteindra sa pleine efficacité avec l'utilisation des chars d'assaut en appui de l'infanterie.
Mise en œuvre lors de la bataille de Koursk, la défense élastique est actuellement utilisée par la Russie en Ukraine.

### Enveloppement vertical

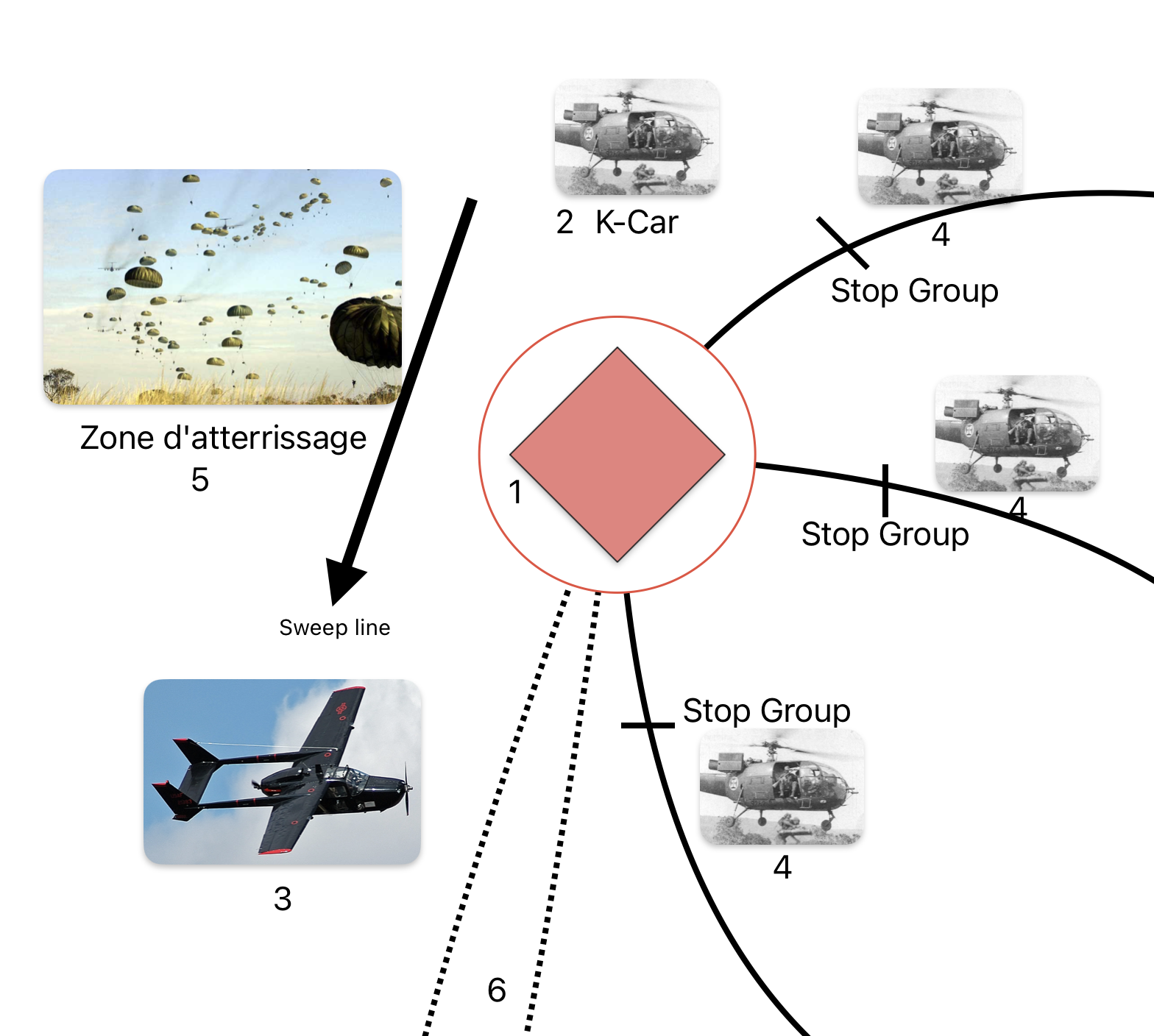
Schéma tactique de la fire force visant un enveloppement vertical avec le déploiement de parachutistes et d'hommes par hélicoptères afin d'encercler l'adversaire.

Un enveloppement vertical consiste en un déploiement de troupes aéroportés afin d'encercler l'adversaire. Cette tactique vit ses débuts aves le développement des parachutistes (notamment les Fallschirmjäger). Les premières opérations d'envergure notables ont lieu pendant la Seconde Guerre mondiale et constitue une part importante de la Blitzgrieg. On peut citer la prise du Fort d'Eben-Emael et la bataille des Pays-Bas ou encore le parachutage en Crète.
L'opération Overlord fut également déclenchée par un intense parachutage de troupe alliées (la 82e Airborne et la 101st Airborne).
Cette tactique fut ensuite employée avec des hélicoptères à partir de la Guerre d'Algérie et massivement développée par les rhodésiens lors de la Guerre du Bush de Rhodésie, il nommera cette tactique la Fireforce.

### Manœuvre de la section d'infanterie
Conçus pour la section d'infanterie (36 combattants) à trois groupes de combat face à une dizaine d'ennemis, le principe des trois mouvements de base peut aussi bien être appliqué par un groupe de combat face à un binôme de soldats, que par une compagnie face à une section. Dans ce dernier cas, l'appui sera réalisé par la troisième dimension : artillerie, aviation, flotte côtière (on parle alors d'appui feu naval).
Le but de la manœuvre est de se rendre maître d'un point du terrain. Dans l'ordre de mise en œuvre, nous avons : appui, couverture, débordement. Après reconnaissance du terrain environnant l'ennemi par un chef de groupe ou par le chef de section, les trois groupes partent du même point.
Le groupe d'appui fait face immédiatement à l'ennemi. Il s'agit pour lui d'immobiliser l'ennemi pendant le déplacement des deux autres groupes. Le deuxième groupe assure la couverture des deux autres en surveillant une autre direction potentiellement dangereuse. Il peut servir de réserve. Le troisième groupe contourne largement la position adverse en profitant de la couverture du deuxième. Au moment où le groupe d'appui ouvre le feu ou intensifie le tir sur l'objectif, le troisième groupe donne l'assaut par le flanc. Une fois le troisième groupe arrivé à proximité de l'objectif, le premier groupe reporte son tir sur un autre secteur du terrain pour éviter les tirs amis.

### Blitzkrieg
Le Blitzkrieg (signifiant en allemand « guerre éclair ») est une tactique offensive visant à emporter une victoire décisive par l'engagement localisé et limité dans le temps d'un puissant ensemble de forces mécanisées, terrestres et aériennes dans l'optique de frapper en profondeur le moral des soldats, la capacité militaire, économique ou politique de l'ennemi. Cherchant l'encerclement, la guerre éclair fut notamment utilisée par les allemands lors de la campagne de France (1940) ou les russes lors de leur invasion de l'Ukraine (2022).

### Déplacements en "Tiroir"et en "Perroquet"
Le "Tiroir" constitue une tactique de progression en appui mutuel entre deux personnes ou unités militaires, la première avançant, couverte par la seconde qui la rejoint ensuite.
Le "Perroquet" suit à peu près le même principe, la première personne ou unité militaire avançant, couverte par la seconde, puis la seconde avançant en dépassant le premier pendant que ce dernier le couvre.
Ces deux tactiques sont d'abord utilisées lors de la guerre de 1870 et sont toujours d'actualité.

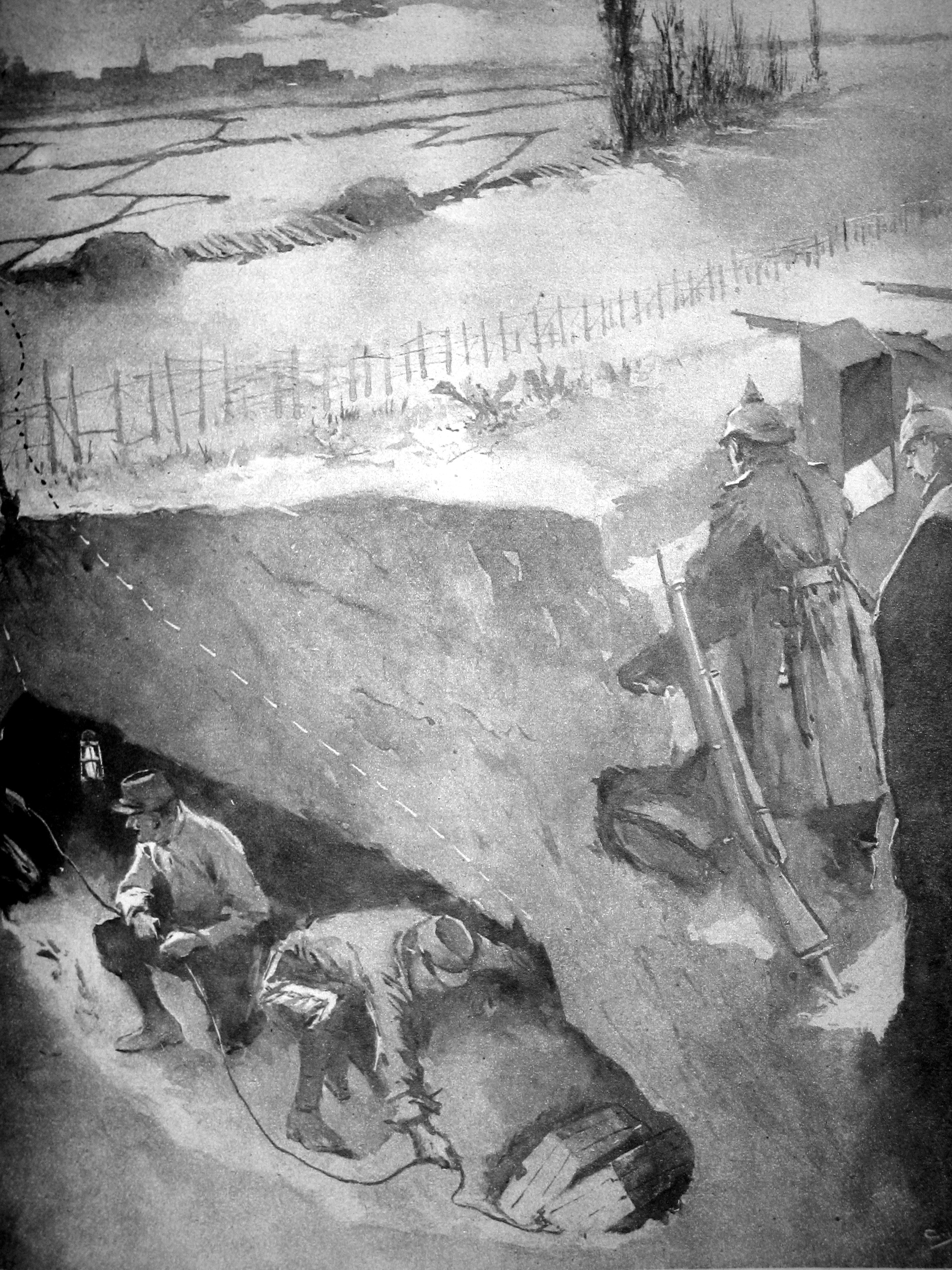
Illustration de la tactique de mine souterraine (1915)

### Tactique de la mine souterraine
Utilisée pendant la guerre de Sécession dans le cadre de sièges à Vicksburg et au Cratère, puis massivement pendant la Première Guerre mondiale, elle consiste à creuser des galeries jusque sous les positions de l'ennemi pour ensuite les faire sauter en y plaçant des mines.

### Formations tactiques
| Nom                  | Notes |
| -------------------- | --- |
| File                 | Les soldats sont disposés en une file, écartés les uns des autres de quelques pas de façon à couvrir les flancs. Elle est utilisée dans le cadre de mouvements en terrain découvert. |
| Double file          | Les soldats sont organisés en deux files de façon à pouvoir à la fois couvrir le flanc gauche et le flanc droit. Elle est employée pour défendre des assauts ennemis. |
| Tiroir               | En ligne et à l'arrêt, les soldats doivent se placer de façon à couvrir chaque angle de vue. |
| Colonne              | Elle est utilisée lors de déplacements rapides ou "sécurisés", notamment lors de combats urbains. |
| Ligne                | Elle maximise la puissance de feu mais est peu mobile donc utilisée lors de déplacements lents. |
| Triangle / Coin / V  | Le soldat ou l'unité de tête guide les deux autres, ce qui leur permet d'effectuer un tir de couverture sur le front et les côtés. Très efficace, elle assure la sûreté maximale car elle permet de répondre aux feux d'où qu'ils viennent, cependant, son déplacement est lent.                                                 |
| Triangle inversé / V | Deux soldats ou unités, souvent mieux armés, sont placés en avant, couverts par le troisième soldat ou la troisième unité. Le déplacement est également lent. |
| Diamant              | Les soldats sont disposés en forme de losange et ont une grande puissance de feu. |
| Place                | Il s'agit de la même formation que le diamant, sauf qu'un soldat est placé à l'intérieur de cette dernière. |
| Fer de lance         | L'idée est de concentrer un maximum de puissance de feu sur le plus petit front possible, de façon à submerger toute défense en face. Elle est composée de blindés qui constituent l'avant-garde de l'assaut et d'infanterie qui suivent leur avancée et se déploient de chaque côté afin de protéger les flancs de l'offensive. |
| Ovale                | C'est une formation fixe rarement utilisée, très large, avec un sergent à sa tête et deux à six soldats sur les côtés en arc de cercle, avec un soldat en queue de peloton pour assurer les arrières. |

## Exemples de batailles

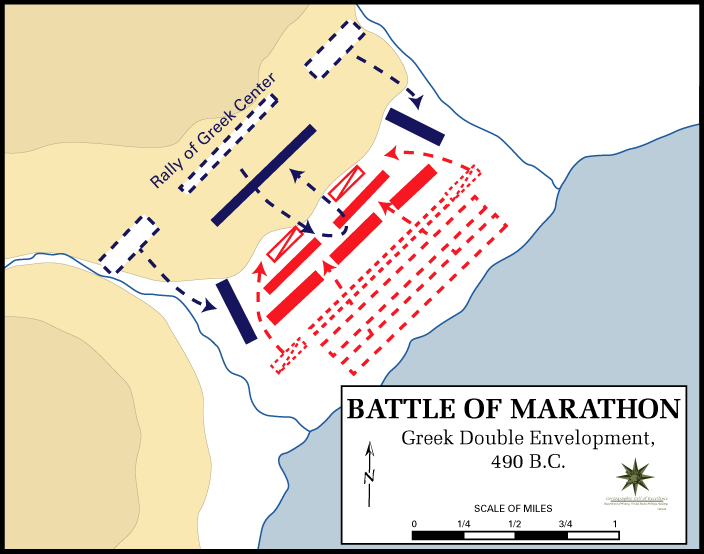
Bataille de Marathon.

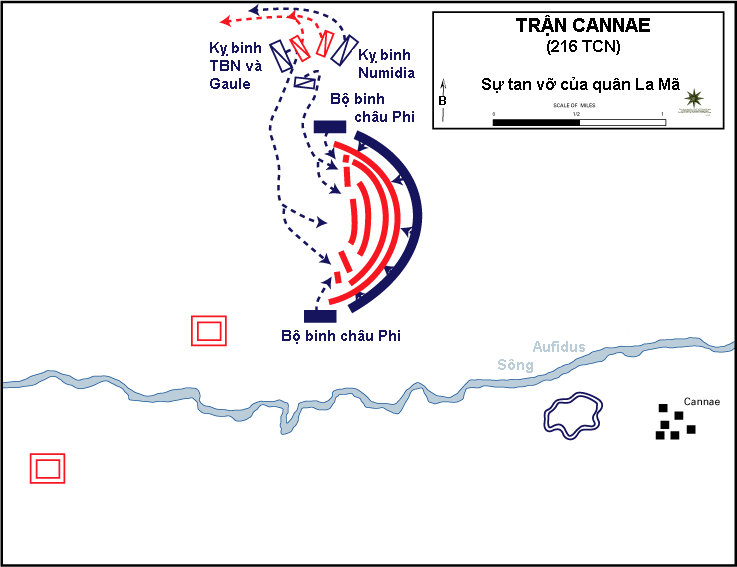
Bataille de Cannes.

Plusieurs batailles sont restées célèbres pour leur dimension tactique, notamment :
- Bataille de Marathon
- Bataille de Tégyres
- Bataille de Leuctres
- Bataille de Granique
- Bataille d'Issos
- Bataille de Gaugamèles
- Bataille de Leuctres
- Bataille du Tessin
- Bataille de la Trébie
- Bataille du lac Trasimène
- Bataille de Cannes
- Siège d'Alésia
- Bataille de Pharsale
- Bataille de Thapsus
- Bataille du Yarmouk
- Bataille de Rossbach

- Bataille de Leuthen
- Bataille d'Austerlitz
- Bataille de Waterloo
- Bataille de Chancellorsville
- Bataille de Dunkerque
- Bataille d'El-Alamein

On y retrouve peu de batailles contemporaines, car à cette époque, les batailles sont très peu décisives. Idem pour les batailles médiévales, où les tactiques sont moins élaborées.

### La bataille d'El-Alamein (1942)
La bataille d'El-Alamein s'est déroulée entre la côte de la Méditerranée et la dépression de Quantara, sans possibilité de manœuvre opérative, et offre un exemple parfait de tactique telle que la considéraient les grecs depuis Marathon.

Les grandes phases tactiques de la bataille d'El Alamein
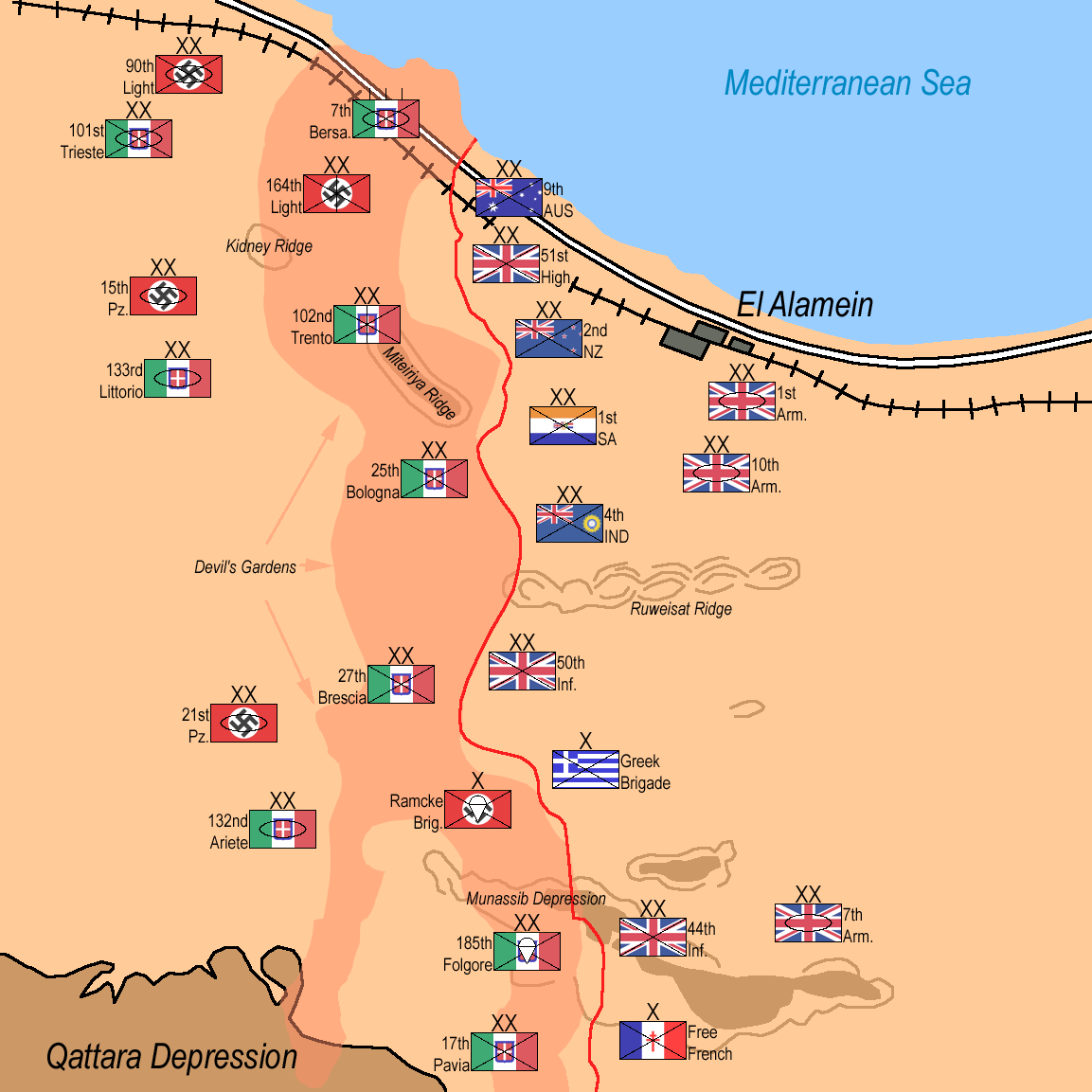
Disposition des forces le 23 octobre.
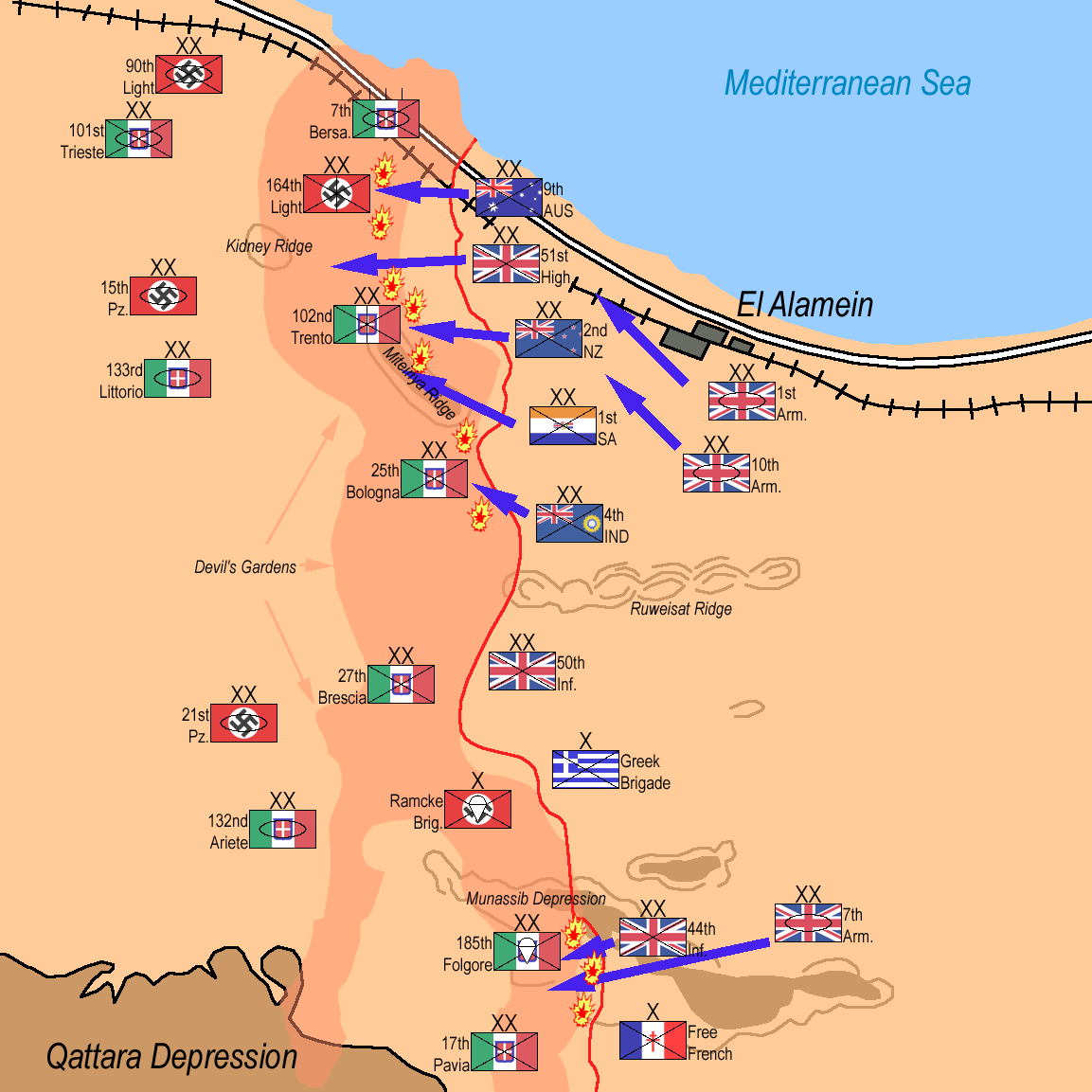
Attaque anglaise à 22h le 23 octobre.
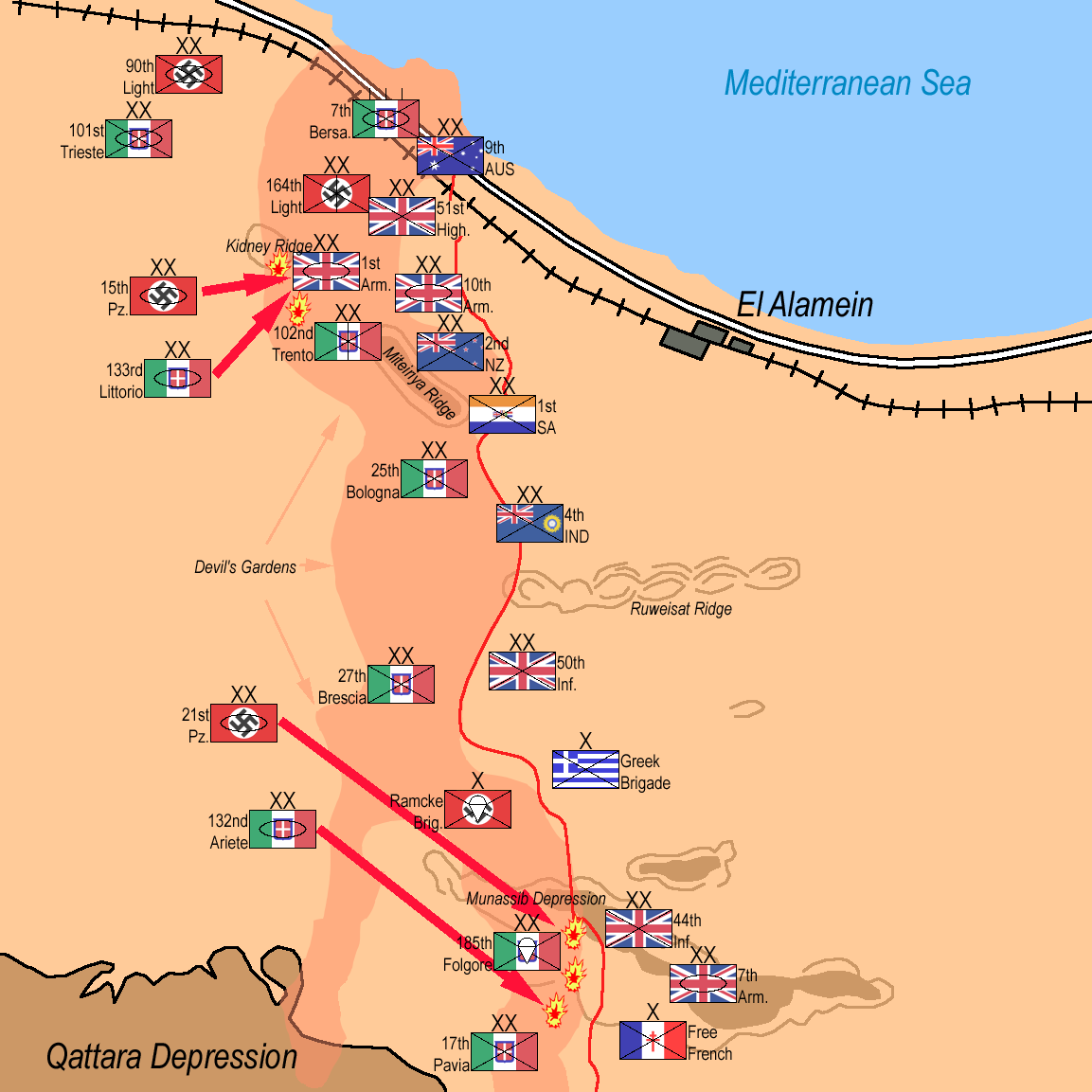
Contre-attaque de l'Axe le 24 octobre 1942 à 18h.
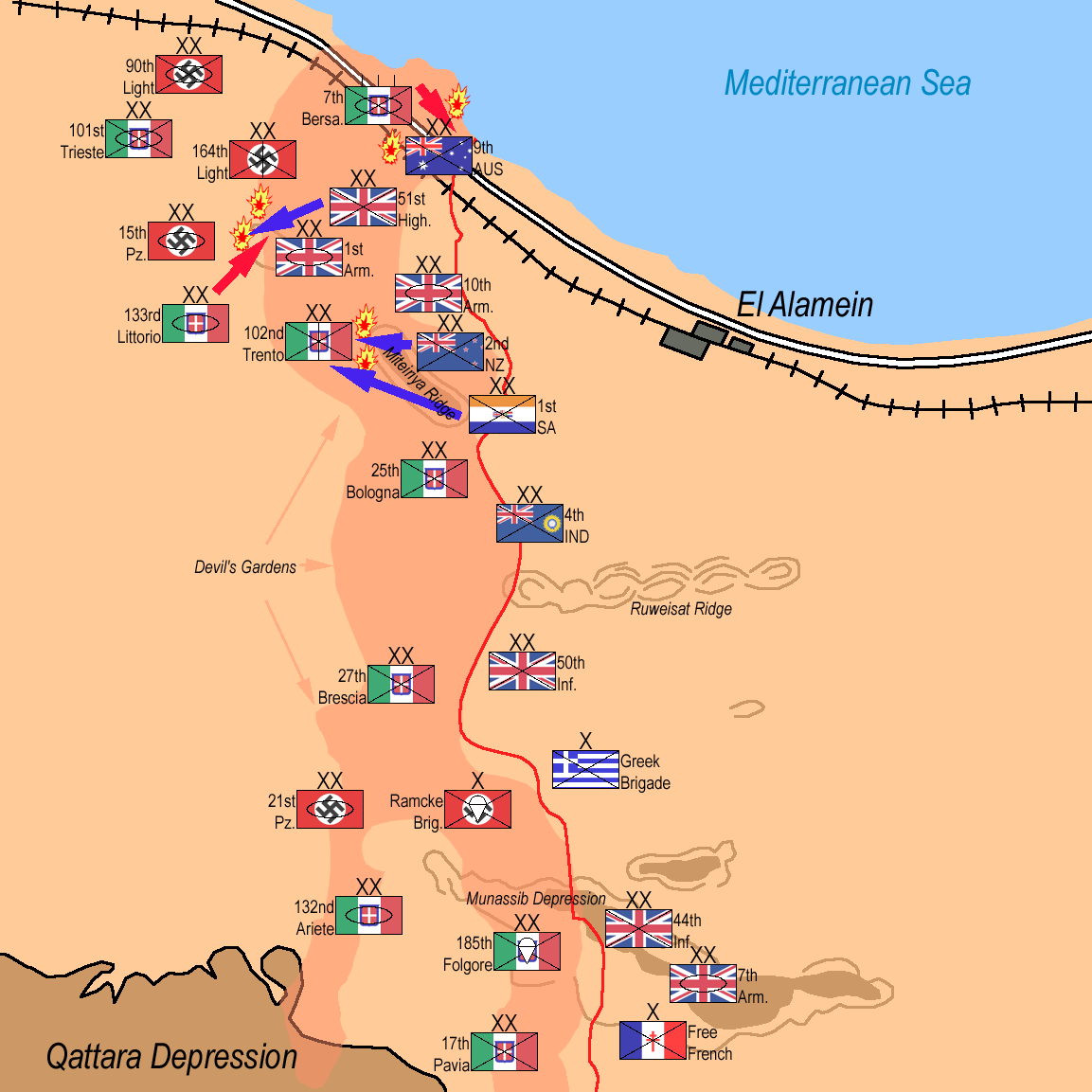
Échecs britanniques le 26 octobre.
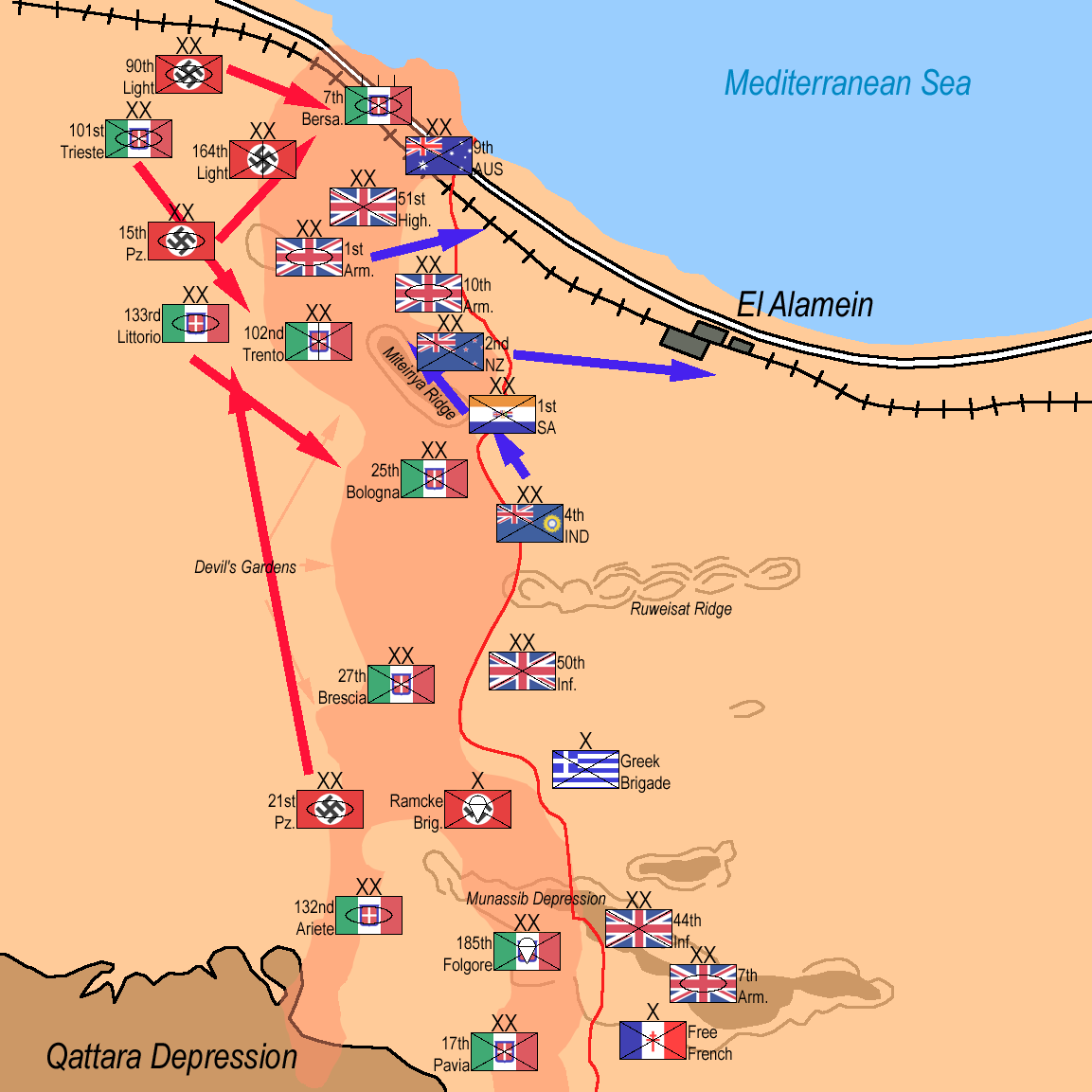
Réorganisation des troupes entre les deux offensives
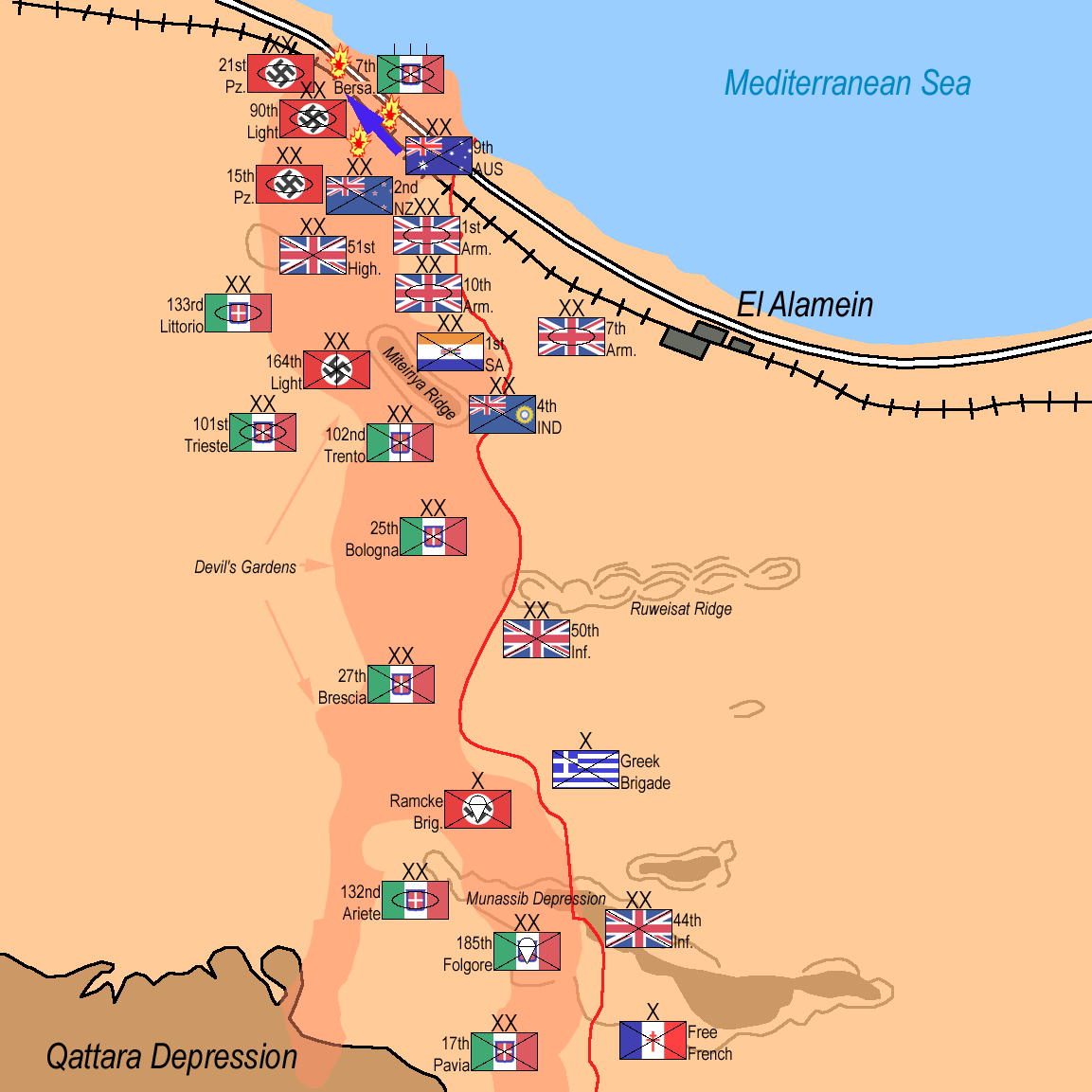
Début de l'opération Supercharge : assaut des Australiens contre Thompson Post.
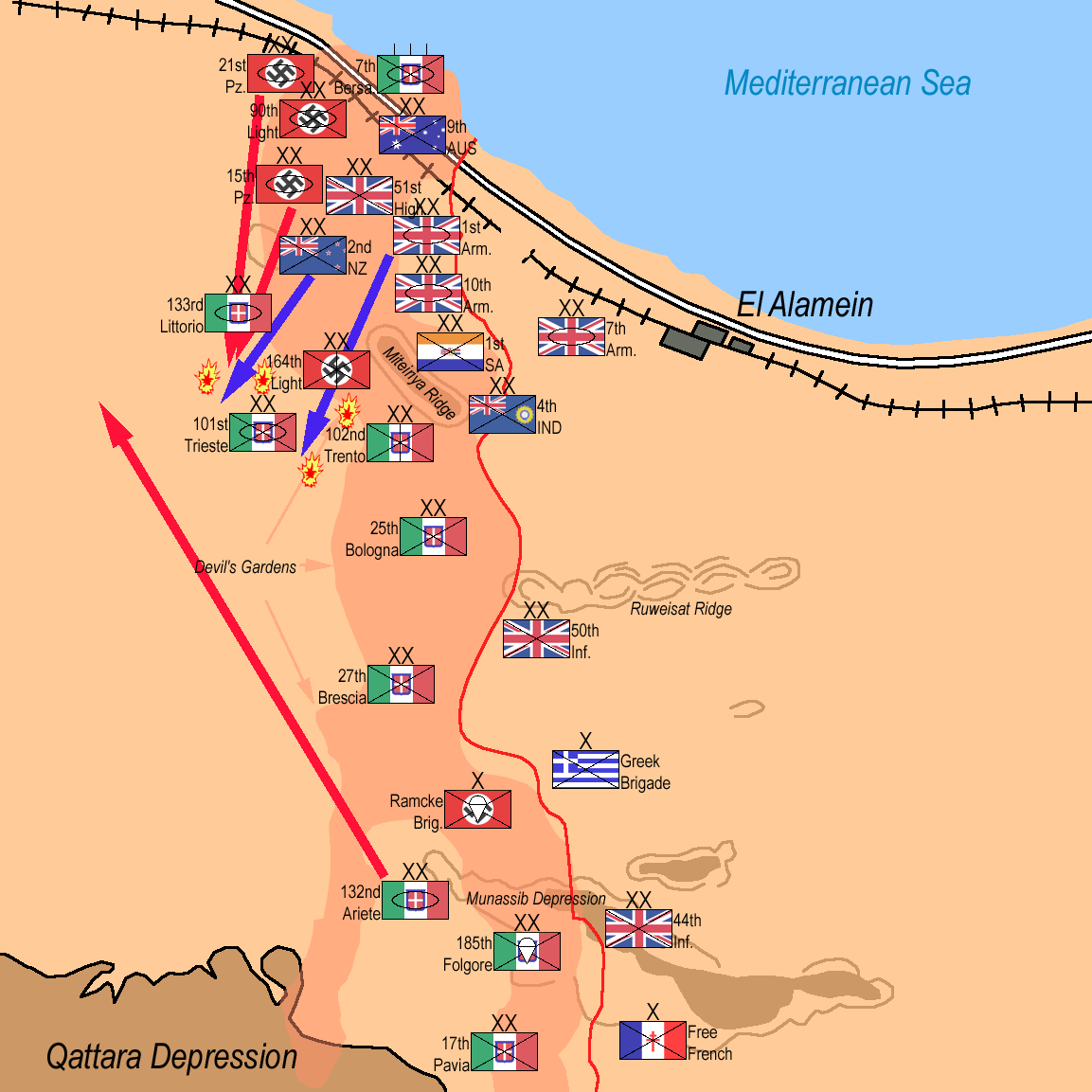
L'attaque du 2 novembre 1942.
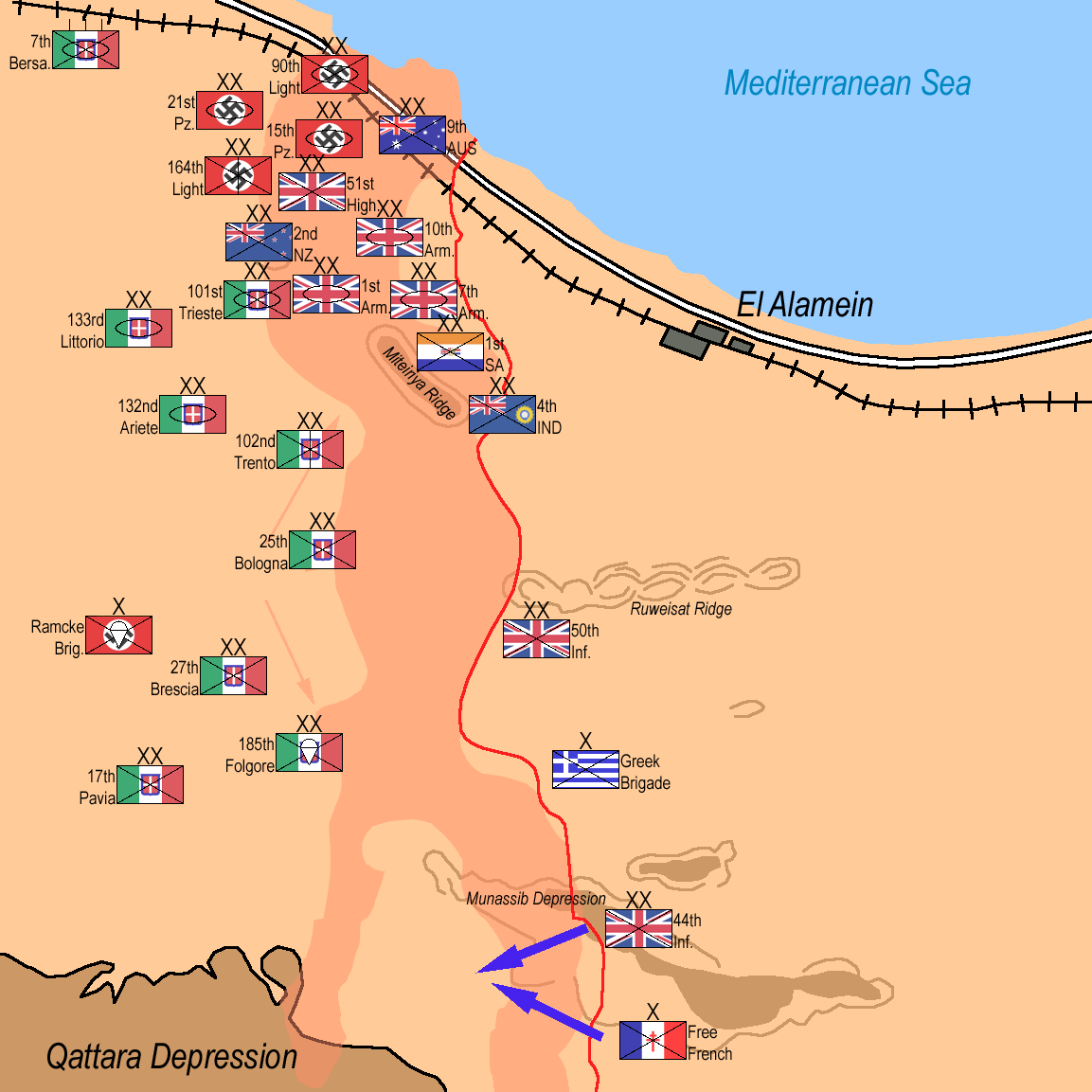
Début du repli de Rommel le 3 novembre.
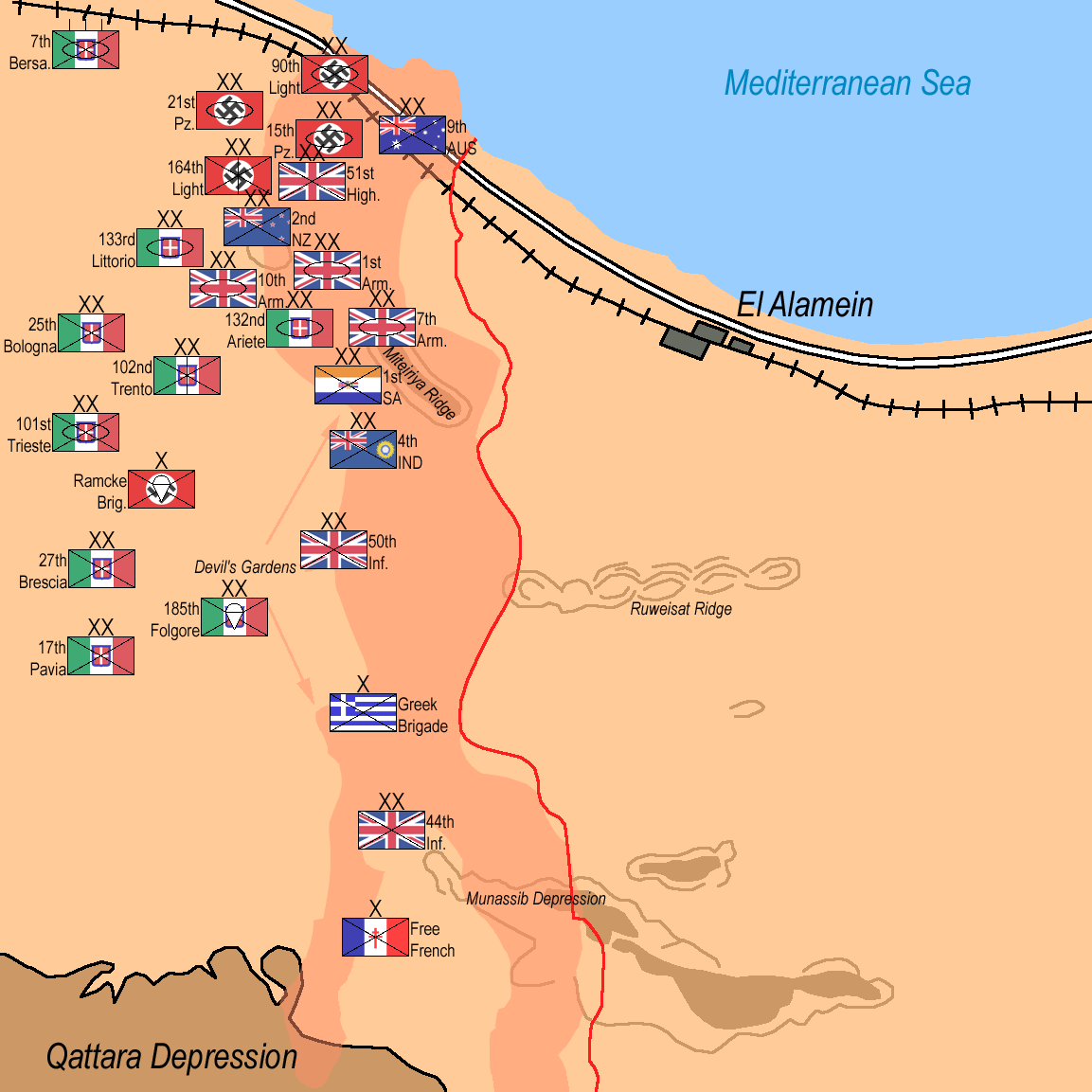
Disposition des troupes de l'Axe après l'ordre d'Adolf Hitler de rester sur place au soir du 3 novembre. On voit que le Deutsche Afrikakorps tient la position devant le saillant, la division Ariete se trouve au sud.
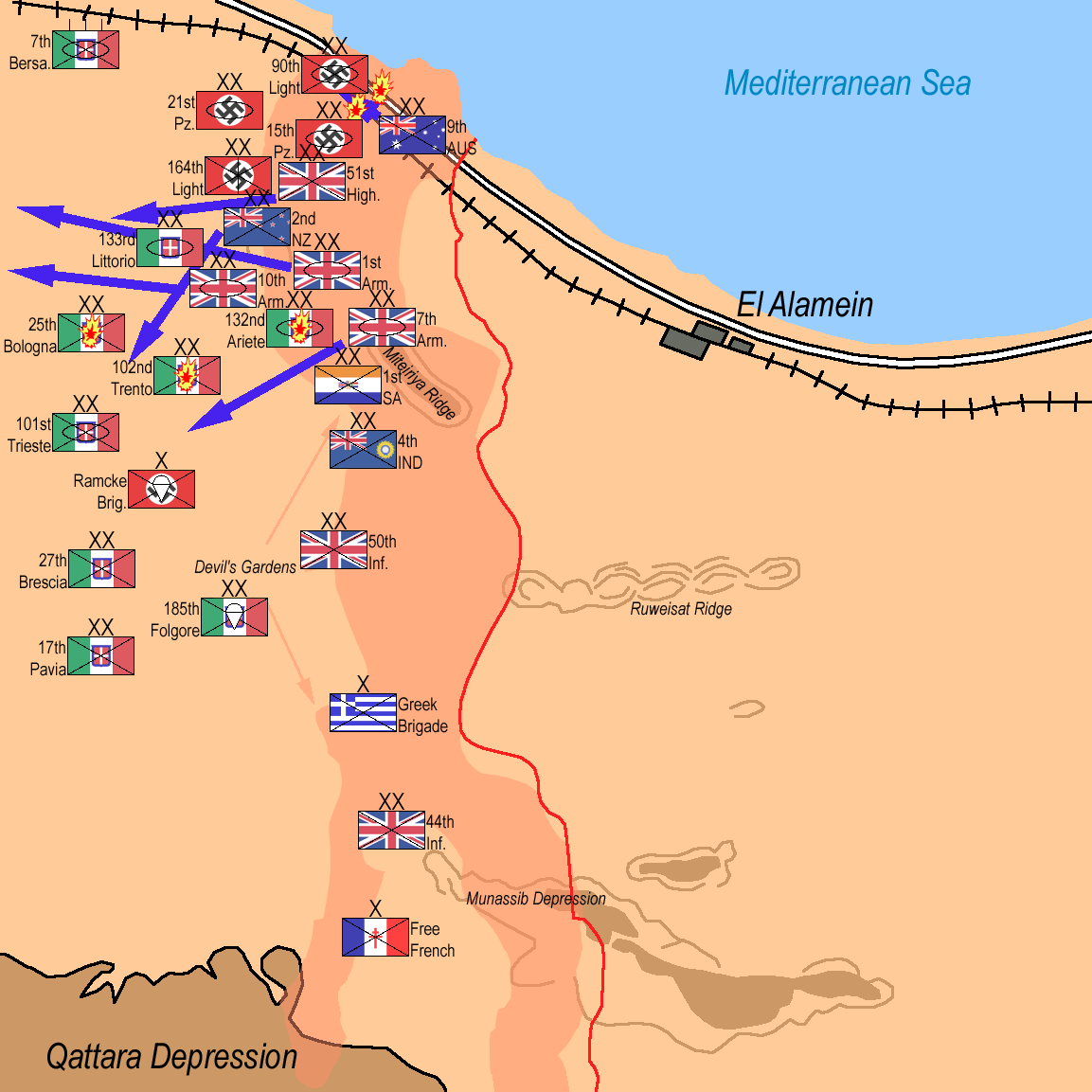
Ultime offensive britannique, on voit que la division Ariete est tournée au sud et donc encerclée. Les autres troupes arrivent à progresser sauf les Australiens

## Grands tacticiens
Les tacticiens sont des militaires qui ont apporté des innovations à la tactique militaire ou, du moins, qui un certain talent dans cette discipline.

### Antiquité

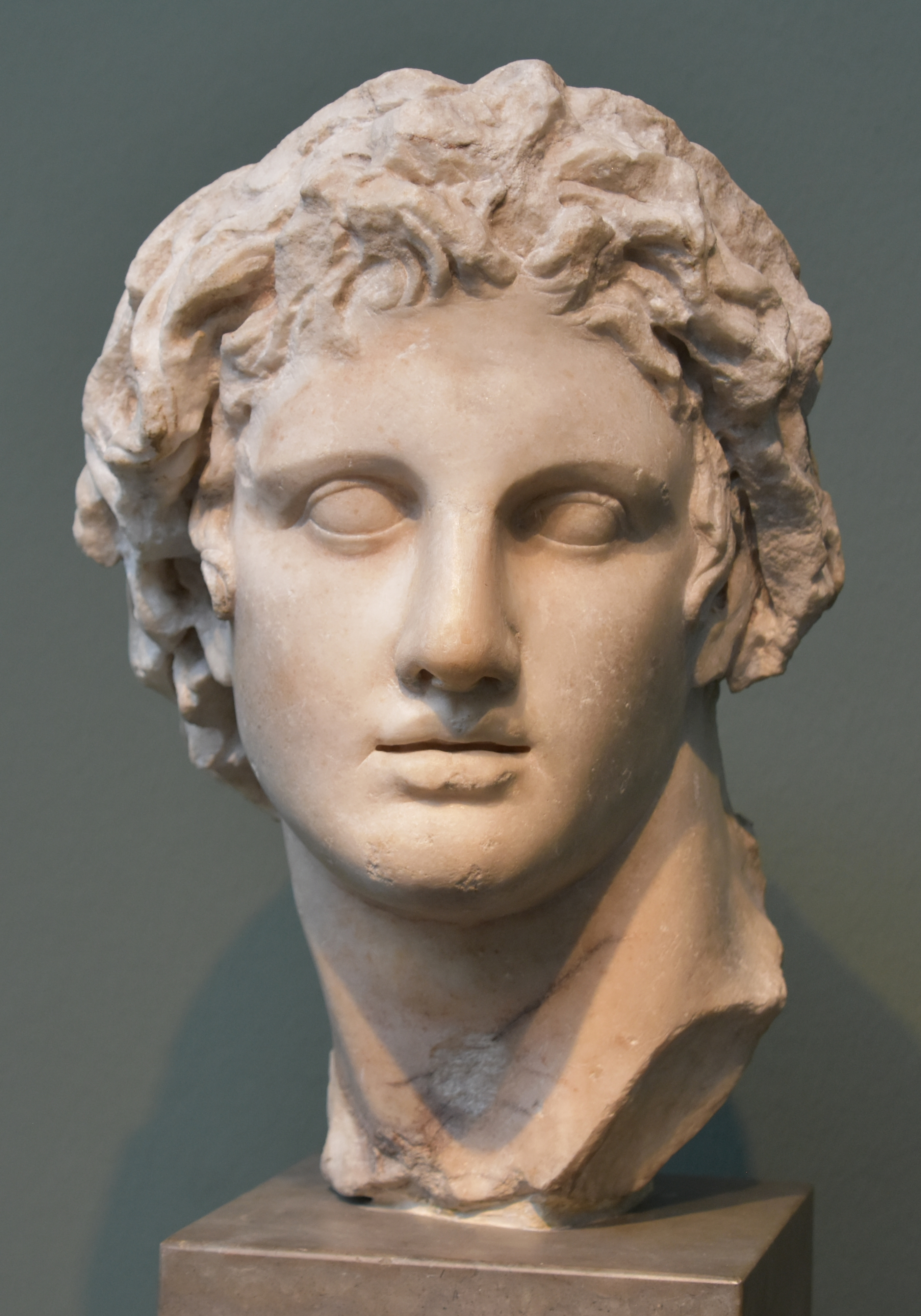
Alexandre le Grand.

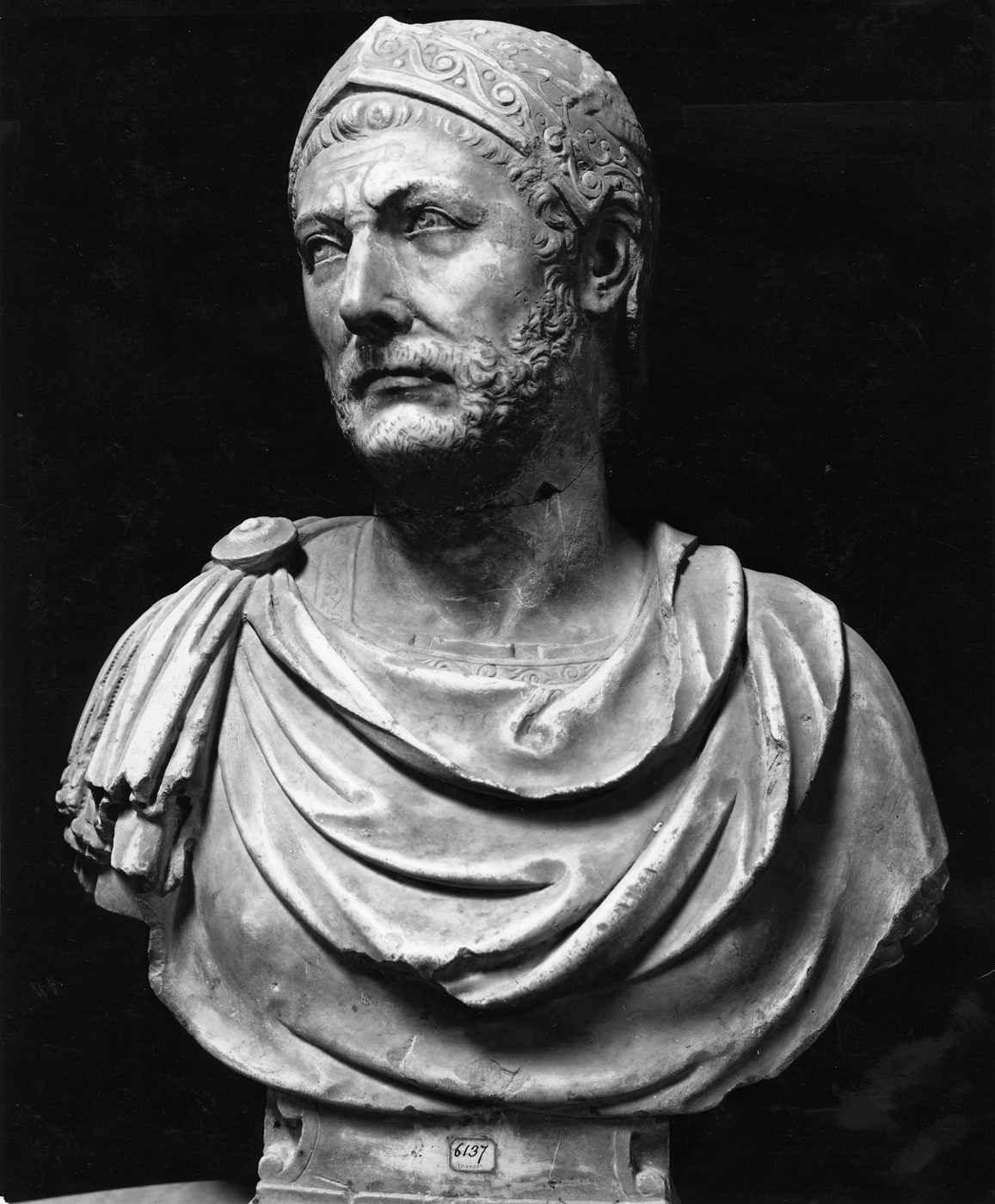
Hannibal Barca.

- Alexandre le Grand
- Épaminondas
- Hannibal Barca
- Scipion l'Africain
- Jules César

### Moyen-Âge
- Khalid ibn al-Walid

- Gengis Khan
- Jan Zizka

### Époque moderne
- Oda Nobunaga
- Gustave-Adolphe

- Turenne
- Frédéric le Grand

### Époque contemporaine

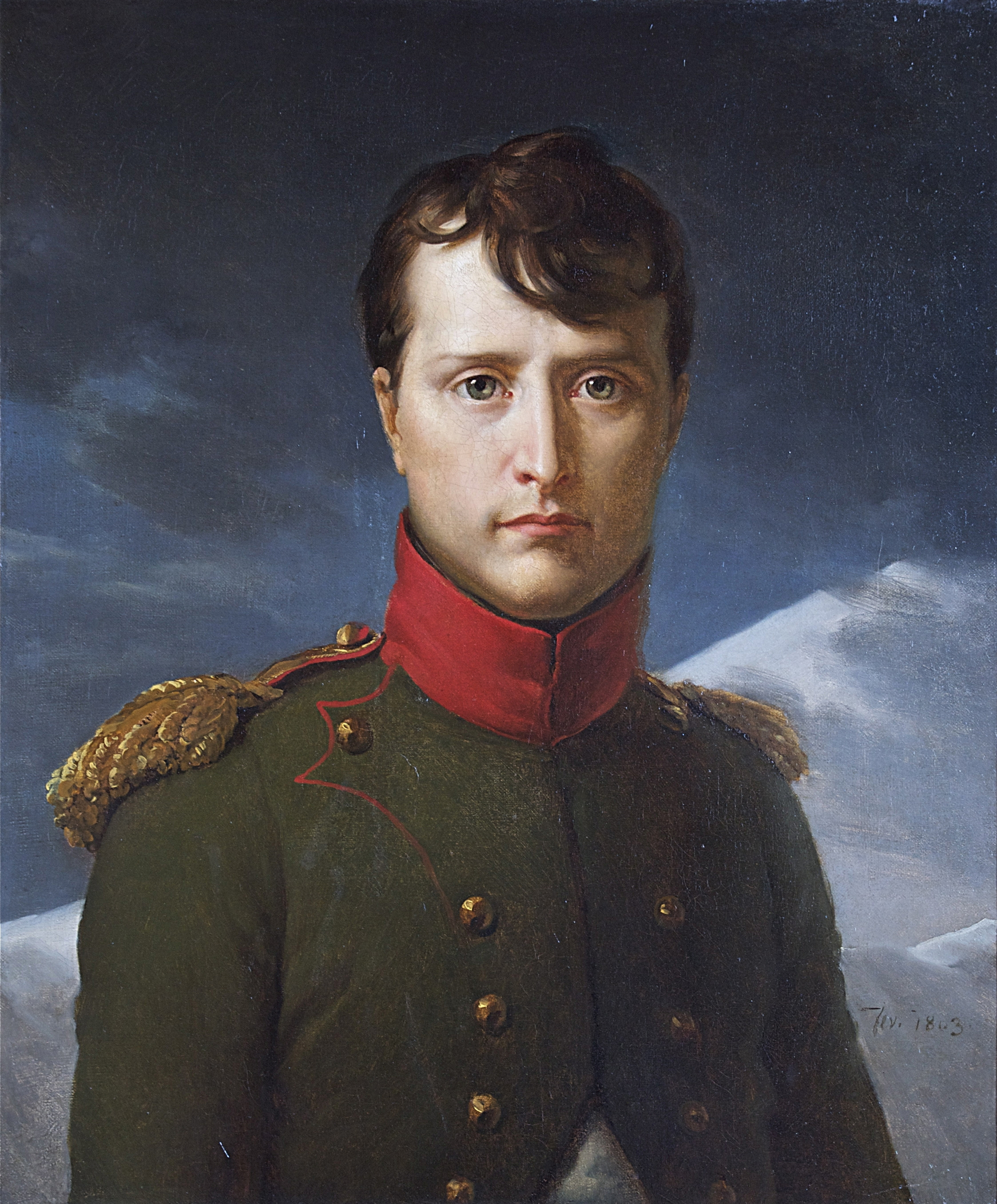
Napoléon.

- Alexandre Souvorov

- Napoléon
- Duc de Wellington
- Louis-Nicolas Davout
- Robert Lee
- Helmuth von Moltke
- Philippe Pétain
- Erich von Manstein
- Erwin Rommel
- Gueorgui Joukov
- George Patton
- Võ Nguyên Giáp

## Liste de tactiques militaires
- Appui feu
- Archerie montée
- Arme blindée cavalerie
- Arrière-garde
- Artillerie
- Artillerie à cheval
- Assaut
- Assaut frontal (en)
- Attaque
- Attaque de saturation (en)
- Avant-garde
- Charge banzaï
- Barricade
- Bombardement
- Bombardement de précision (en)
- Bombardement de saturation
- Bombardement stratégique
- Bunker
- Camouflage
- Carré de piques (en)
- Caracole
- Carré d'infanterie
- Cavalerie de ligne
- Cavalerie légère
- Cavalerie lourde
- Cercle cantabrique
- Champ de mines
- Charge militaire
- Château fort
- Chausse-trappe
- Cheval de frise
- Cheval de Troie
- Colonne
- Contre-attaque
- Corne de buffle
- Déception
- Défense
- Défense anti-missile
- Défense du périmètre (en)
- Défense en hérisson
- Défense en profondeur
- Drone tactique
- Diversion
- Diviser pour mieux régner
- Écran de fumée
- Embuscade
- Encerclement
- Enveloppement (en)
- Fausse bannière
- Feu roulant
- Fil de fer barbelé
- Formation en coin
- Formation en diamant
- Formation en fer de lance
- Formation tactique
- Fort
- Fortification
- Hérisson tchèque
- Infanterie de ligne
- Infanterie légère
- Kamikaze
- Lansquenet
- Leurre
- Ligne
- Ligne de bataille
- Manipule romain
- Manœuvre de flanquement
- Marteau et enclume
- Mêlée
- Mouvement en tenaille
- Mur de boucliers
- Navire-leurre
- Objectif tactique
- Ordre de bataille
- Ordre oblique
- Ordre serré
- Parachutage
- Parapet
- Percée
- Phalange
- Pique et tir (en)
- Quaker gun
- Schiltron
- Poliorcétique
- Redoute
- Réserve
- Retraite
- Retraite feinte
- Saturation (militaire) (en)
- Salve de tir
- Tactiques de cavalerie (en)
- Tactiques de combat aérien
- Tactiques de choc
- Tactiques d'infanterie
- Tactique du hit-and-run
- Tactique du tire et détale
- Taran
- Tercio
- Terço (en)
- Tourelle Tett
- Tranchée
- Tirailleur
- Tir au volant
- Tir couplé
- Tir de contrebatterie
- Tir de couverture
- Tir en enfilade
- Tireur d'élite
- Tir parthe
- Tortue (formation)
- Triple ligne
- Vélite (Rome antique)
- Wagon de combat